# فرمانده عالی متفقین اروپا
فرمانده عالی متفقین اروپا (انگلیسی: Supreme Allied Commander Europe) فرمانده عالی هم‌پیمانان اروپا فرمانده عملیات بخش نظامی سازمان پیمان آتلانتیک شمالی (ناتو) و رئیس ستاد عالی نیروهای متفقین اروپا است. ستاد فرمانده عالی متفقین اروپا در کاستو، بلژیک مستقر است. فرمانده عالی متفقین اروپا دومین مقام نظامی عالی در ناتو است که از نظر اولویت تنها پایین‌تر از رئیس کمیته نظامی ناتو قرار دارد. یک فرمانده عالی متفقین دیگر در ناتو، فرمانده عالی تحول متفقین است، که از نظر عنوانی برابر است، اما وظایف آن کمتر عملیاتی می‌باشد و ستاد آن در نورفولک، ویرجینیا قرار دارد و مسئولیت توسعه قابلیت‌ها را به جای عملیات برعهده دارد.
فرمانده عالی متفقین اروپا همیشه توسط یک افسر نظامی آمریکایی اداره شده است و این مقام با فرماندهی اروپایی ایالات متحده آمریکا به طور همزمان انجام می‌شود. این جایگاه نخستین بار در آوریل ۱۹۵۱ تعریف بود و نخستین فرمانده آن؛ ژنرال ۵ ستاره دوایت آیزنهاور بود. هم‌اکنون ژنرال الکسوس گرینکویچ از نیروی هوایی ایالات متحده فرمانده عالی متفقین اروپا است.